# 1393
1393 (MCCCXCIII) a fost un an obișnuit al calendarului iulian, care a început într-o zi de vineri.

## Evenimente
- Turcii otomani sub conducerea sultanului Baiazid I cuceresc capitala Țaratului Bulgar, Turnovgrad (acum Veliko Tărnovo).

## Nașteri
- 8 decembrie: Margareta de Burgundia, Delfină a Franței  (d. 1442)

## Decese
- 8 februarie: Blanche a Franței, Ducesă de Orléans  (n. 1328)
- 14 februarie: Elisabeta de Pomerania regina a Boemiei (n. 1347)
- 20 martie: Ioan Nepomuk preot catolic ceh (n. 1340)
- 6 octombrie: Francisc I de Carrara  (n. 1325)
- 29 noiembrie: Levon al V-lea al Armeniei (n. 1342)
- 13 decembrie: Wilhelm al II-lea de Jülich  (n. 1325)
- dată necunoscută: Ioan Sartorius episcop romano-catolic (n. ?)